# 米德爾塞克斯 (紐約州)
米德爾塞克斯（英語：Middlesex）是一個位於美國紐約州耶芝縣的鎮。

## 人口
根據2020年美國人口普查的數據，米德爾塞克斯的面積為88.33平方千米，當中陸地面積為79.97平方千米，而水域面積為8.36平方千米。當地共有人口1377人，而人口密度為每平方千米16人。